# Eddie y Lou
Eddie y Lou son personajes de la serie de dibujos animados Los Simpson, creada por Matt Groening. Ambos son integrantes de la policía de Springfield, compañeros y subordinados de Clancy Wiggum. La voz original de Eddie se la da Harry Shearer y la de Lou Hank Azaria.

## Eddie
Eddie es el que menos habla de los dos. Lou se ha quejado de que Eddie estuvo viendo a su exesposa haciendo que Wiggum actuara de mediador.

## Lou
Lou es sargento de policía. Se ha mencionado que posiblemente tenga estudios universitarios. Fue el baterista de la banda Sadgasm . Lou es de los dos, el que siempre corrige a Clancy Wiggum. Muy probablemente Lou y Wiggum sean amigos personales dada la forma amigable en que se tratan durante sus charlas personales.
El nombre de Lou está basado en el nombre del jugador de béisbol Lou Whitaker. Hank Azaria dijo que la voz de Lou está basada en la de Sylvester Stallone.